# Differenzgewinde

Durchsteckbare Schraube mit Differenzgewinde: Während des Einschraubens ziehen sich beide Maschinenteile zusammen.
Beim Anziehen schraubt sich der Gewindegang mit der größeren Steigung (P1) ins linke Bauteil. Gleichzeitig dreht sich der Gewindegang mit der kleineren Steigung (P2) durchs rechte Bauteil. Da bei einer Umdrehung in dem Gewinde mit der kleineren Steigung (P2) ein kürzerer Weg zurückgelegt wird, werden beide Bauteile zusammengezogen und verspannen sich (→←).

Ein Bolzen rotiert durch zwei Muttern, die leicht unterschiedlichen Gewindesteigungen besitzen. Mit jeder Umdrehung ändert sich der Abstand der Muttern um die Differenz der Gewindesteigungen.

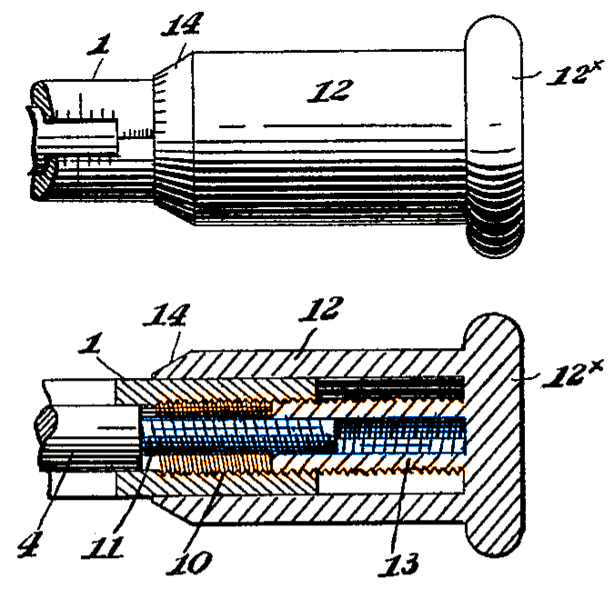
Einstellmechanismus eines Mikrometers mit Differenzgewinde. Das Gewinde 11 auf dem Bolzen 4 hat eine größere Steigung als das Gewinde 10 im Hohlzylinder 1. Eine Umdrehung des Handgriffs 12 mit der inneren Gewindehülse 13 führt zu einer Relativbewegung zwischen Gewindebolzen und Hohlzylinder, entsprechend der Differenz der Gewindesteigungen.

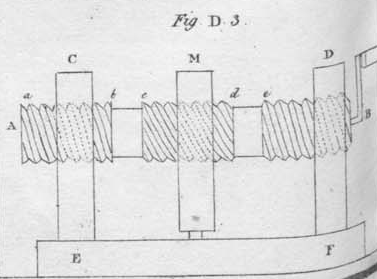
Das Gewinde im mittleren Bauteil hat eine andere Steigung als die beiden äußeren Gewinde. Bei einer Umdrehung der Achse AB bewegt sich das mittlere Bauteil um die Differenz zwischen den beiden verschiedenen Gewindesteigungen.

Differenzgewinde (auch Differentialgewinde) bezeichnet die Kombination zweier gewöhnlicher Gewinde mit unterschiedlicher Steigung, die sich auf einer gemeinsamen Achse befinden. Bei der Rotation dieser Achse führen die auf den beiden Gewinden sitzenden Bauteile eine Relativbewegung zueinander durch, die der Differenz der Steigungen entspricht. Dies ermöglicht eine sehr genaue Einstellung des Abstands zwischen beiden Bauteilen, die sonst nur mit einem sehr feinen Gewinde möglich wäre, das eine entsprechend geringe mechanische Stabilität besäße.
Eine Schraube mit Differenzgewinde ermöglicht auch ein platzsparendes und festes Verspannen von Bauteilen. Die Schraube besitzt – in verschiedenen Bereichen ihres Schaftes – zwei Gewinde mit gleicher Gangrichtung, aber unterschiedlicher Steigung P. Auch der Gewindedurchmesser ist frei wählbar.
Beim Verspannen der Bauteile gegeneinander wirkt die Schraube mit Differenzgewinde wie eine normale Schraube, deren Gewindesteigung die Differenz beider Steigungen – also relativ klein – ist.
Je kleiner die Steigungsdifferenz (bei gleichem Anziehdrehmoment) ist, desto größer sind die Spannkräfte.
Analog können auch Muttern mit Differenzgewinde ausgestaltet werden.

## Anwendungen
- Werkzeugaufnahme von Wendeschneidplatten (Drehmaschine)
- Selten an Pleueln in Hubkolbenmotoren, falls das untere Pleuelauge geteilt ist
- Spannschraube an Morsekonus-Werkzeughalterungen (z. B. Wabeco)